# Anton Keschmann

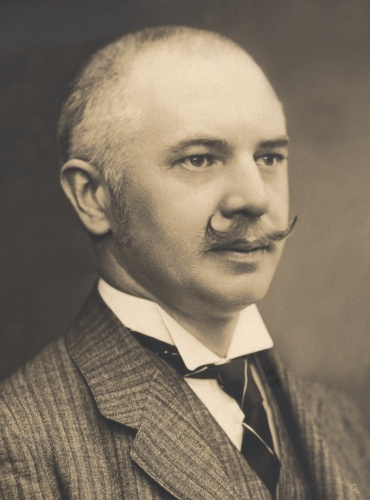
Anton Keschmann

Anton Keschmann (* 12. März 1870 in Gurahumora, Bukowina, heute Rumänien; † 22. Februar 1947 in Waiern, Kärnten) war österreichischer Beamter und Politiker.
Keschmann durchlief zunächst die klassische k.k. Beamtenlaufbahn und wurde 1906 zum Bezirkshauptmann von Czernowitz ernannt. Daneben war er für die Partei der deutschen Agrarier tätig, als deren Abgeordneter seit 1907 dem Reichsrat (XI. und XII. Legislaturperiode) angehörte. Ab 1910 gehörte er auch dem Bukowiner Landtag an, wo er zum Mitglied des Landesausschusses gewählt wurde. Als deutscher bzw. deutschsprachiger Abgeordneter der Bukowina war er auch von 21. Oktober 1918 bis 16. Februar 1919 Mitglied der Provisorischen Nationalversammlung der Republik Österreich. Nach 1919 setzt er sich stark für die deutschen Vertriebenen aus der ehemaligen Bukowina ein. Von 1921 bis 1934 war er Mitglied und zuletzt Senatspräsident des Verwaltungsgerichtshofes. Er lebte nach seiner Pensionierung zurückgezogen in Kärnten.
Weiters war Keschmann bis zu seinem Tod Ehrenmitglied der akademischen Burschenschaft Arminia (seit 1919) und Teutonia Czernowitz.